# تحليل الخوارزميات
تحليل الخوارزميات هو تحديد مقدار الموارد (Resources) (مثل الوقت وسعة التخزين) اللازمة لتنفيذ هذه الخوارزمية. معظم الخوارزميات تصمم للعمل مع مدخلات مطلقة الطول. عادة كفاءة والتعقيد لخوارزمية يتحدد كدالة تتبع طول المدخلات إلى عدد الخطوات (تعقيد الوقت time complexity) أو أماكن التخزين (تعقيد المكان space complexity)
تحليل الخوارزميات جزء مهم من نظرية التعقيد الحسابي لأنها تؤمن تقدير نظري للموارد اللازمة من أجل إنجاز خوارزمية لحل مسألة تحسبيبة.